# Кочегуренское сельское поселение
Кочегу́ренское се́льское поселе́ние — муниципальное образование в Чернянском районе Белгородской области.
Административный центр — село Кочегуры.

## История
Кочегуренское сельское поселение образовано 20 декабря 2004 года в соответствии с Законом Белгородской области № 159.

## Население
| 2010  | 2011  | 2012  | 2013  | 2014  | 2015  | 2016  | 2017  | 2018  |
| ----- | ----- | ----- | ----- | ----- | ----- | ----- | ----- | ----- |
| 1193  | ↘1189 | ↘1187 | ↘1169 | ↘1146 | ↗1166 | ↘1164 | ↗1175 | ↗1180 |
| 2019  | 2020  | 2021  |       |       |       |       |       |       |
| ↘1176 | →1176 | ↘845  |       |       |       |       |       |       |

## Состав сельского поселения
| № | Населённый пункт | Тип населённого пункта       | Население |
| - | ---------------- | ---------------------------- | --------- |
| 1 | Кочегуры         | село, административный центр | ↘908      |
| 2 | Красная Звезда   | посёлок                      | ↘5        |
| 3 | Красная Поляна   | посёлок                      | ↘27       |
| 4 | Проточное        | село                         | ↘118      |
| 5 | Сухая Ольшанка   | село                         | ↗135      |